# 포스트픽스 (소프트웨어)
포스트픽스(Postfix)는 전자우편의 경로를 지정하고 전달하는 자유 오픈 소스 메일 전송 에이전트(MTA)이다.
자유 소프트웨어 사용권의 하나인 IBM 퍼블릭 라이선스 1.0으로 배포된다. 버전 3.2.5를 기점으로 사용자의 옵션에서 이클립스 공용 허가서 2.0으로 이용이 가능하다.
1997년 IBM의 토머스 J. 왓슨 리서치 센터의 Wietse Venema에 의해 처음 개발되었으며 1998년 12월 첫 출시된 포스트픽스는 2022년 기준으로 여전히 개발자와 다른 기여자들에 의해 활발히 개발되고 있다.